# Diabelia serrata
Diabelia serrata là một loài thực vật có hoa trong họ Kim ngân. Loài này được Philipp Franz von Siebold & Joseph Gerhard Zuccarini mô tả khoa học đầu tiên năm 1839 dưới danh pháp Abelia serrata. Năm 2010 Sven Landrein chuyển nó sang chi Diabelia và thiết lập nó như là loài điển hình của chi này.

## Mô tả
Cây bụi, lá sớm rụng, cao đến 3 m. Các cành có lông tơ. Phiến lá hình trứng, khoảng 5 × 2,5 cm, cả hai mặt có lông tơ thưa thớt, rậm hơn trên các gân, đáy hình nêm, mép nguyên hoặc răng cưa thưa, có lông rung, đỉnh nhọn đến nhọn hoắt. Hoa mọc thành đôi, ở đầu cành; bầu nhụy với 6 lá bắc ở gốc; cuống hoa 2–3 mm; lá bắc hình mũi mác, 2–3 mm. Đài hoa thường với 2 lá đài thuôn dài, khoảng 10 × 6 mm, đỉnh đôi khi có thùy. Tràng hoa hai môi, màu vàng hoặc vàng lục, với các đốm màu cam ở môi dưới; ống tràng khoảng 18 mm, bên trong có lông nhung. Nhị hoa 4, gồm 2 cặp so le, hợp sinh một phần với ống tràng, hơi thò ra. Bầu nhụy 8–10 mm, có lông tơ; vòi nhụy hình chỉ, hơi vượt quá nhị; đầu nhụy hình đầu. Quả bế với chỏm thường có 2 lá đài hơi đồng phát triển. Ra hoa tháng 5, tạo quả tháng 9.

## Môi trường sống và phân bố
Rừng; ở cao độ khoảng 900 m. Có ở Nhật Bản và Trung Quốc.
Tại Nhật Bản loài này sinh sống từ phía tây trung bộ Honshu trở xuống phía nam, Shikoku và Kyushu. Tên tiếng Nhật: コツクバネウツギ（小衝羽根空木, tiểu xung vũ căn không mộc), キバナツクバネウツギ、ロッコウキバナコツクバネ.
Tại Trung Quốc tìm thấy ở huyện Vĩnh Gia, địa cấp thị Ôn Châu, đông nam tỉnh Chiết Giang. Tên tiếng Trung: 黄花双六道木 (hoàng hoa song lục đạo mộc).

## Hình ảnh

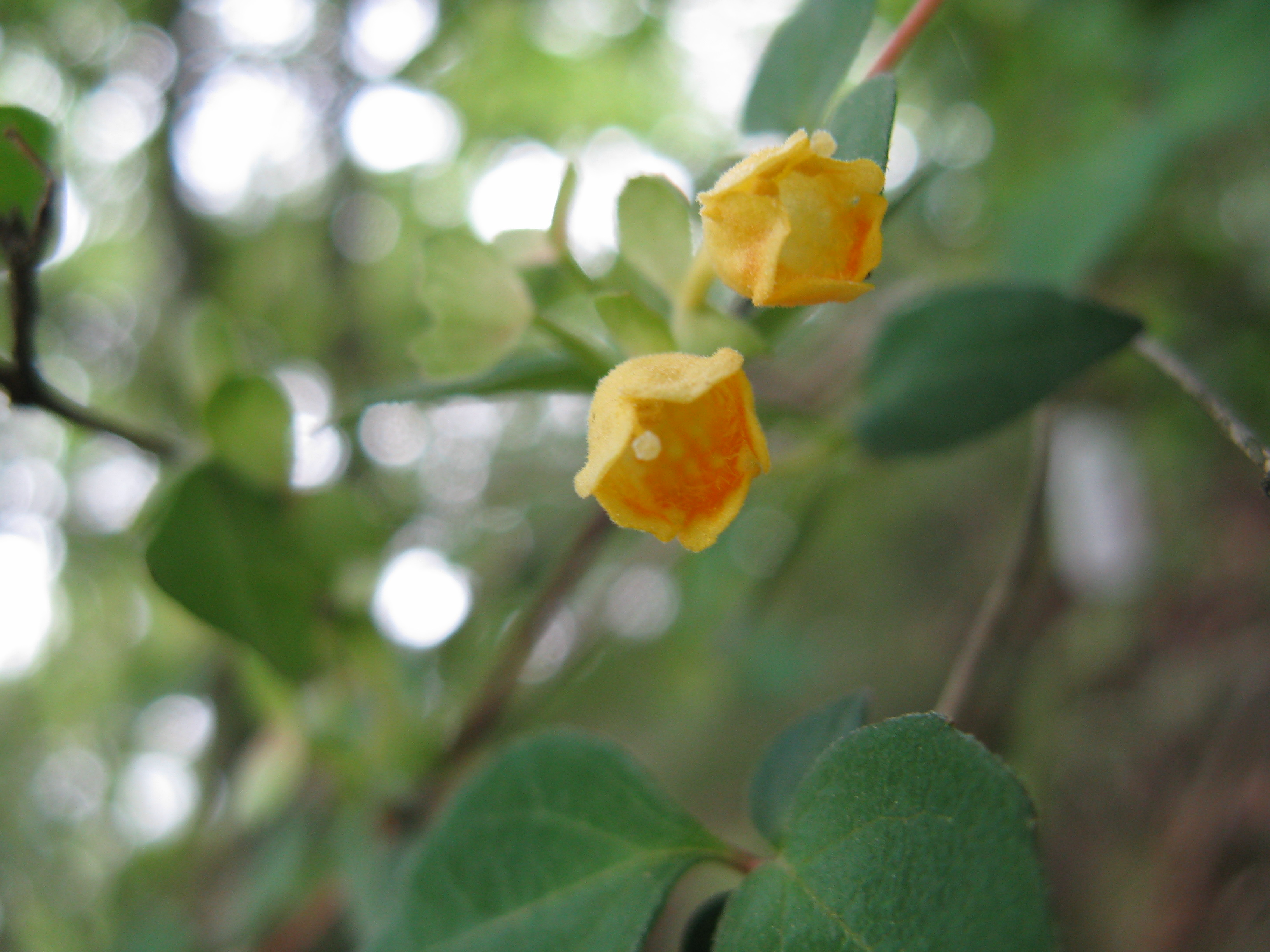
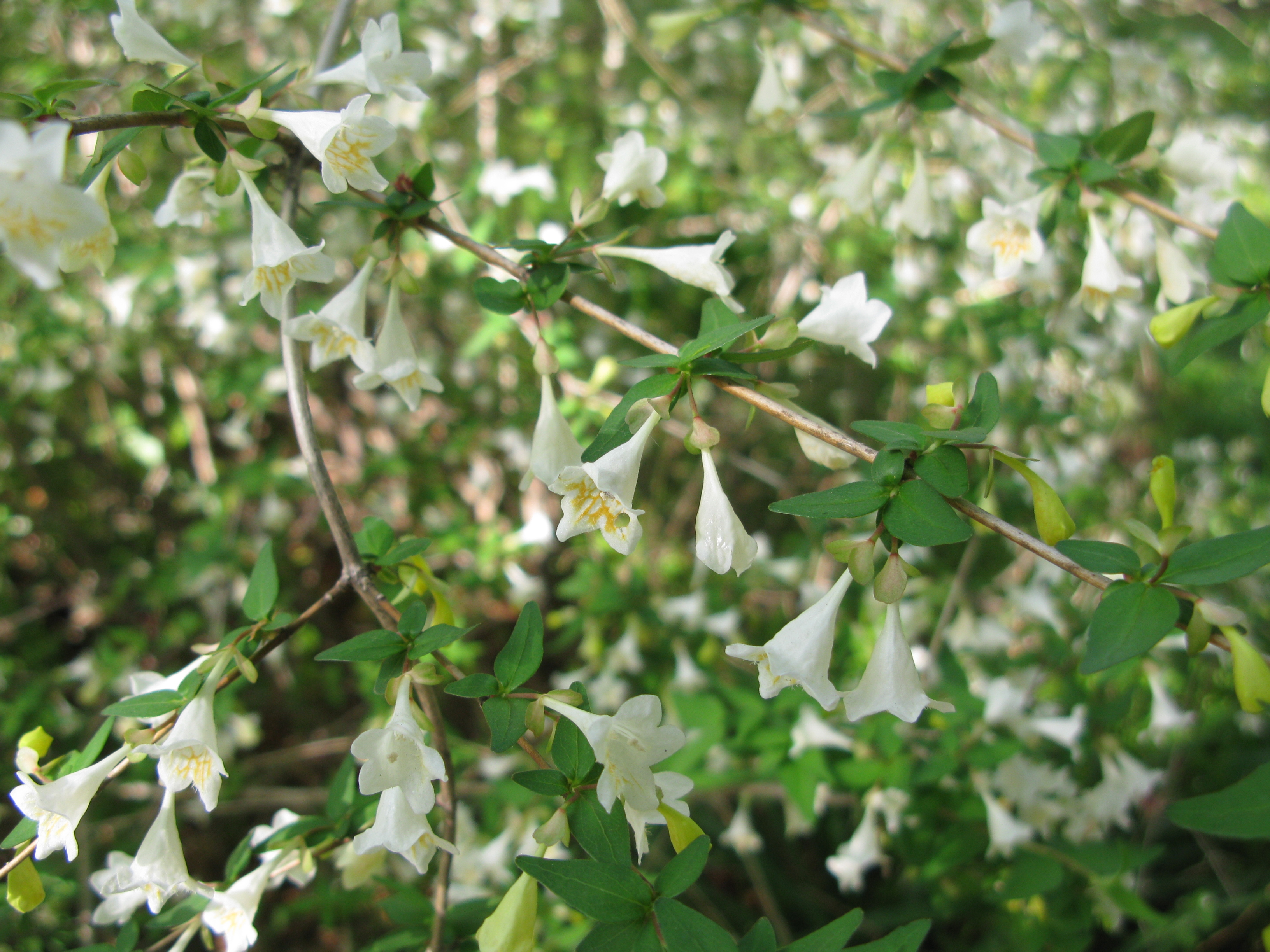
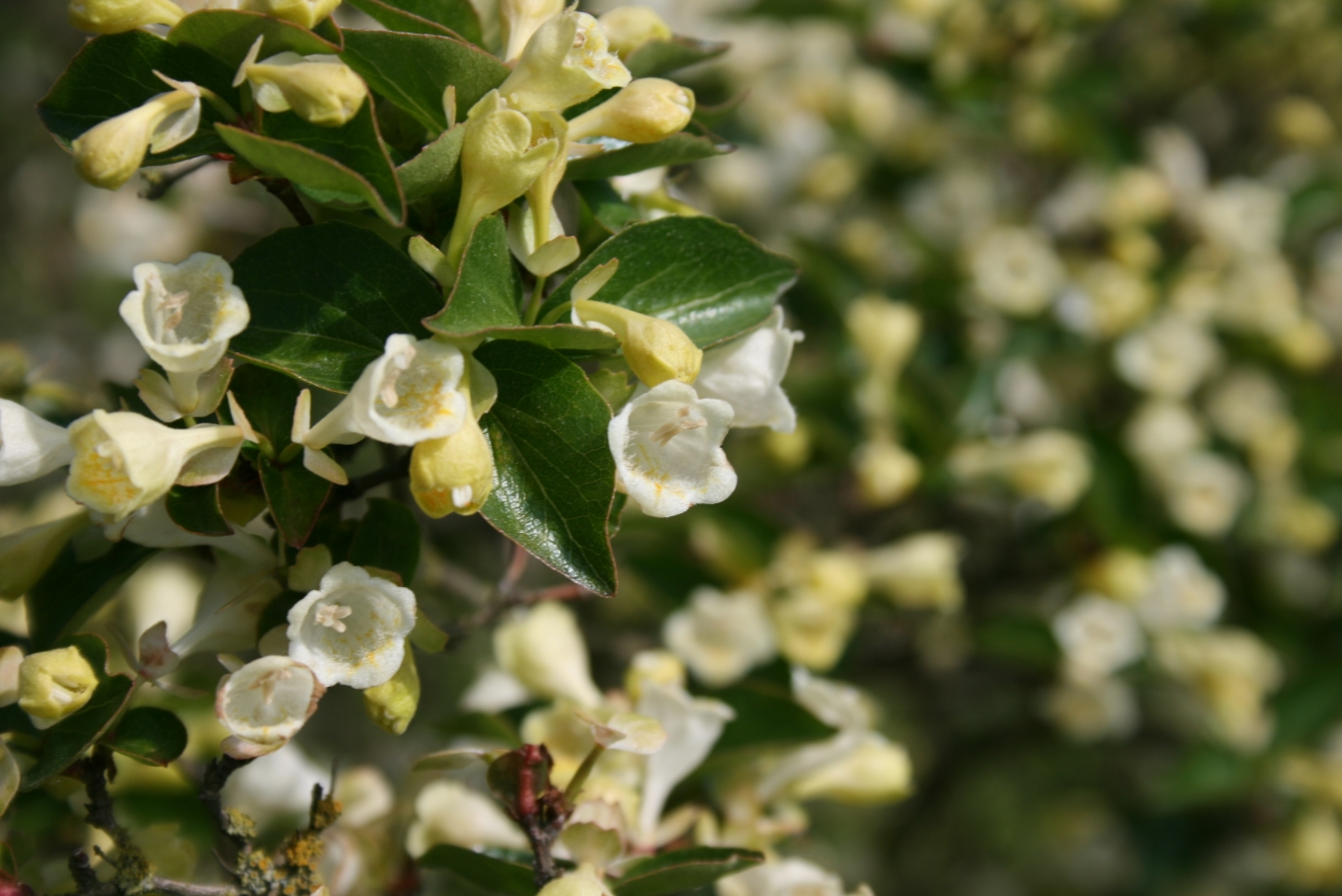
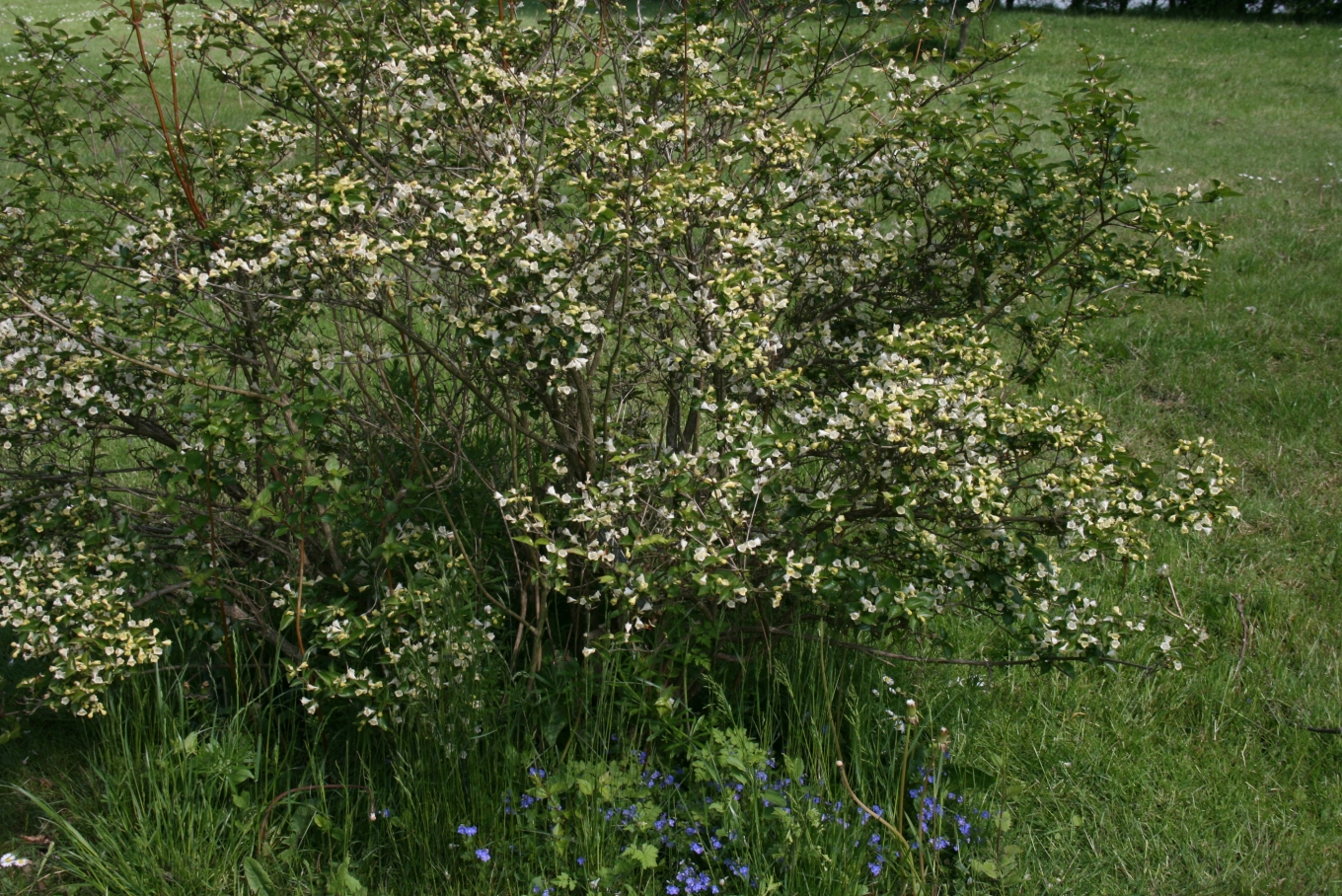